# Karashi

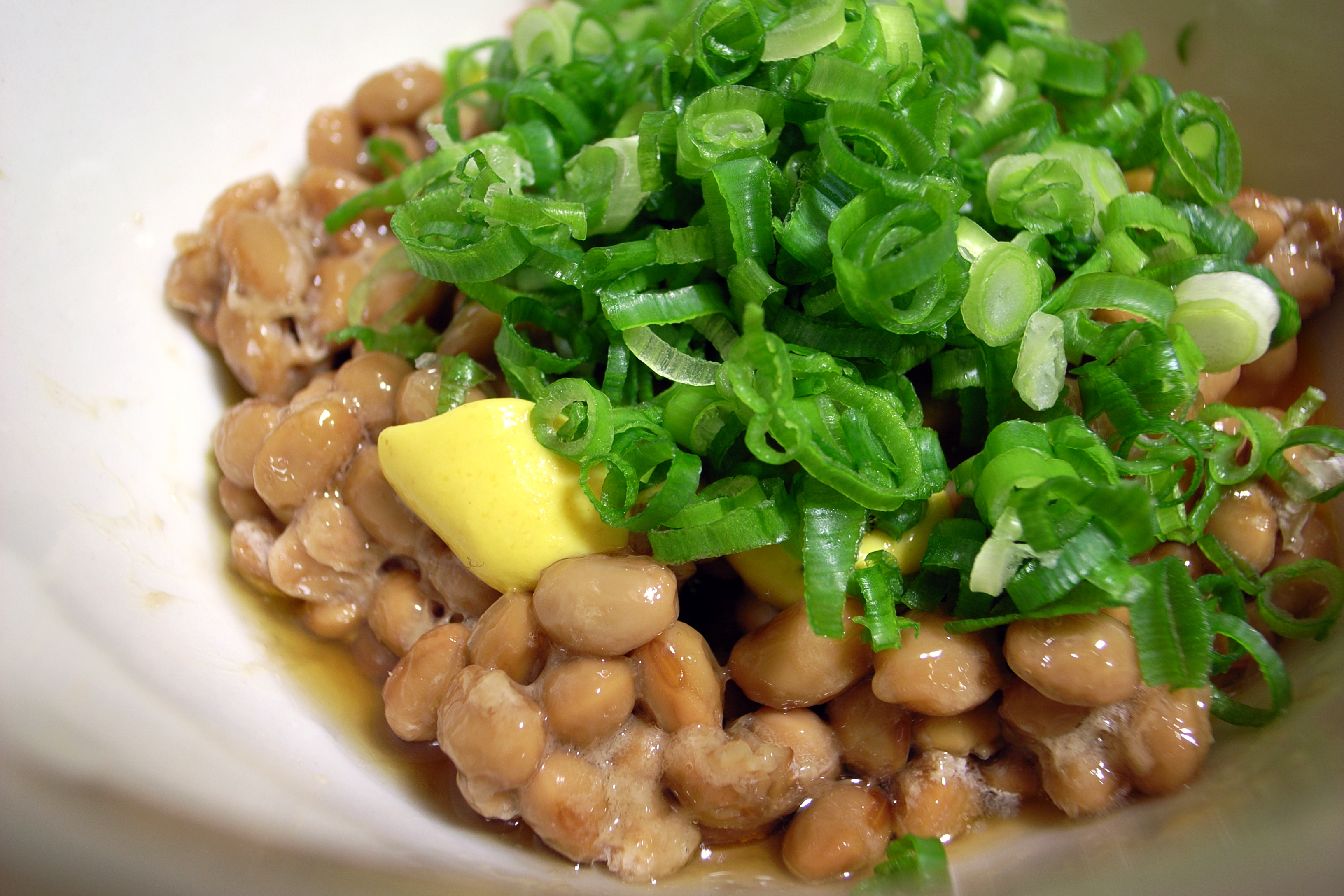
Karashi (en amarillo) puesto sobre el nattō, cubierto de cebolleta.

El karashi (芥子, 辛子, からし o カラシ?) es un tipo de mostaza usado como condimento o aliño en la gastronomía de Japón. Se hace a partir de semilla machacada de Brassica juncea, y suele venderse en polvo o como pasta, en tubo. El karashi en polvo se usa mezclándolo con agua tibia para obtener una pasta, y dejándolo cubierto unos minutos.
El karashi se sirve a menudo con tonkatsu, oden, natto y shumai. El karashi puede usarse como parte de una salsa para mojar cuando se mezcla con mayonesa o con vinagre o miso (karashi su miso). También se usa para hacer karashinasu, berenjena japonesa (茄子?) encurtida.